# پیتر کان
پیتر کان (انگلیسی: Peter R. Kann؛ زادهٔ ۱۹۴۲ (۸۲–۸۳ سال)) یک روزنامه‌نگار اهل ایالات متحده آمریکا است.